# Corey Duffel
Corey Duffel celým jménem William Corey Duffel (* 11. dubna 1984, Walnut Creek, USA) je americký skateboardista.
Je známý pro svůj styl jízdy, skákání schodů a sjíždění railů. Jeho postoj jízdy je Goofy. Na skateboardu jezdí od svých deseti let a jeho nejoblíbenější trikem je ollie. Jeho sponzorem, kterého má od svých počátku je obchod Metro v jeho rodném městě.[zdroj?]
Od roku 2001 členem profi týmu Foundation skateboards.
Osobitý styl oblékání. Patří mezi ikony amerického skateboardingu.
Sponzoři : Foundation Skateboards, Osiris Shoes, Venture Trucks, Mob Grip, Pig Wheels, Metro Skateboard Shop, Armourdillo, CCS magazine, Skullcandy headphones, and Swiss Bearings
Corey Duffel vlastní zatím dva promodely bot u firmy Osiris Footwear. The Duffel a The Corpse.

## Videa
- 1998 Think - Dedication
- 2001 Thrasher Magazine - Go For Broke
- 2002 Foundation Skateboards - Madness & Mayhem
- 2002 411 VM - Issue #55
- 2002 Zero Skateboards - Dying to Live
- 2003 Pharmacy Boardshop - Chily
- 2004 Globe Shoes - World Cup Skateboarding Street Riot
- 2004 Foundation - That’s Life Flick
- 2004 Foundation - European Tour
- 2005 88 Footwear – Destroy Everything Now
- 2006 411 VM – Volume 14, Issue 1
- 2006 Stephen Duffel – Beautiful Breakdown
- 2007 Foundation - Cataclysmic Abyss
- 2009 Transworld skateboarding - Right Foot Forward